# Aoba (schip, 1927)
De Aoba (Japans: 青葉 重巡洋艦, Aoba jūjunyōkan) was een zware kruiser van de Japanse Keizerlijke Marine in de Tweede Wereldoorlog.
Nadat de Aoba in 1927 in dienst gesteld was, diende ze voor een groot deel van de tijd als vlaggenschip van het zesde of zevende kruiserflottielje.
Eind jaren 20 en begin jaren 30 was ze veelvuldig aanwezig in Chinese wateren.
Tussen 1938 en 1940 werd ze te Sasebo gemoderniseerd.
In het begin van de Tweede Wereldoorlog in de Grote Oceaan, in december 1941, nam ze deel aan de veroveringen van Wake en Guam. In mei 1942 was ze aanwezig bij de Slag in de Koraalzee.
Tijdens de Guadalcanal-campagne was ze betrokken bij de Slag bij Savo-eiland en de Slag bij Kaap Esperance.
Bij deze laatste slag werd ze zwaar beschadigd en moest ze voor herstel terug naar Japan.
Na het herstel van de schade in februari 1943 was ze op weg naar de Pacific, maar werd wederom door een vliegtuigbom getroffen, wat resulteerde in nieuwe reparaties die duurden tot december van dat jaar.
Tot oktober 1944 was ze actief in de wateren rond Nederlands-Indië. Op 23 oktober 1944, terwijl ze op weg was naar de Filipijnen om deel te nemen aan de acties tegen de Amerikaanse landingen daar, werd ze door de Amerikaanse onderzeeër Bream getorpedeerd, maar opnieuw wist ze met schade Japan te bereiken.
Tot het eind van de oorlog bleef de Aoba in Kure waar ze dienstdeed als drijvende luchtafweer. Op 24 en 28 april 1945 werd ze aangevallen door Amerikaanse toestellen en meerdere malen getroffen. Ze zonk op 28 april in ondiep water bij Kure.
Na de oorlog werd haar wrak gesloopt.

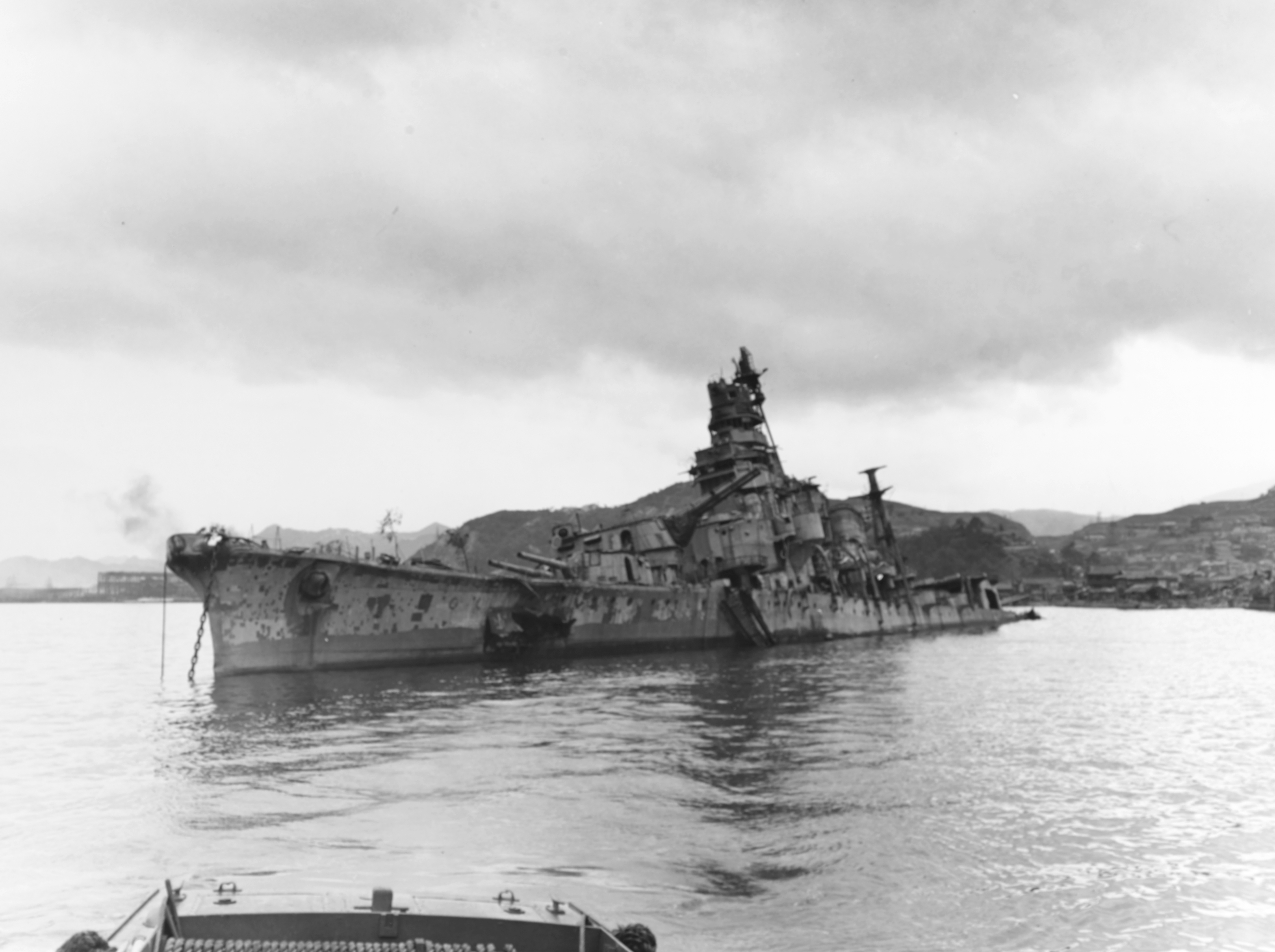
Gezonken Aoba wordt geïnspecteerd door de Amerikaanse marine, oktober 1945